# Sepsis kaszabi
Sepsis kaszabi är en tvåvingeart som beskrevs av Soos 1972. Sepsis kaszabi ingår i släktet Sepsis och familjen svängflugor.
Artens utbredningsområde är Mongoliet. Inga underarter finns listade i Catalogue of Life.